# Phara
Phara was een praatprogramma dat uitgezonden werd op de Vlaamse openbare omroep Canvas. Het programma werd gepresenteerd door Phara de Aguirre en Lieven Van Gils. De eerste uitzending was op maandag 7 januari 2008. Het programma werd elke maandag, dinsdag en donderdag uitgezonden rond 23:00 uur. Tijdens de zomerperiode werd het programma niet uitgezonden.
In het programma werd er rond een tafel gediscussieerd over actuele onderwerpen, politiek en maatschappelijke thema's. Doorgaans werden er vier gasten uitgenodigd. Dat konden onder meer politici, journalisten, opiniemakers en mensen uit de media zijn.
Voor de start van het tweede seizoen werden er korte filmpjes uitgezonden om het nieuwe seizoen aan te kondigen. In deze filmpjes waren onder meer Goedele Liekens en Pauw & Witteman te zien.
Toen het programma Bracke op vrijdag ophield nadat Siegfried Bracke op 4 mei 2010 zijn overstap naar de politiek bekendmaakte, werd het programma uitgebreid om de vrijgekomen plaats op vrijdag in te vullen. Een maand later werd het programma stopgezet en vervangen door Reyers laat toen de Aguirre besloot een half jaar loopbaanonderbreking te nemen. Bij haar terugkomst werd besloten om het programma niet meer opnieuw verder te zetten.